# Euphorbia larranagae
Euphorbia larranagae är en törelväxtart som beskrevs av Robertus Cornelis Hilarius Maria Oudejans. Euphorbia larranagae ingår i släktet törlar, och familjen törelväxter.
Artens utbredningsområde är Uruguay. Inga underarter finns listade i Catalogue of Life.